# Thalassodes digressa
Thalassodes digressa är en fjärilsart som beskrevs av Walker 1861. Thalassodes digressa ingår i släktet Thalassodes och familjen mätare. Inga underarter finns listade i Catalogue of Life.